# Secans en cosecans

De secans, Latijn voor 'de snijdende', en cosecans zijn twee verwante goniometrische functies. Ze worden aangeduid met sec en csc, of soms met cosec.

## Secans
Van een scherpe hoek {\displaystyle b} in een rechthoekige driehoek is de secans gelijk aan:
{\displaystyle \sec(b)={\frac {\mbox{schuine zijde}}{\mbox{aanliggende zijde}}}={\frac {\|OP\|}{\|OC\|}}=\|OT\|}
De secans van een scherpe hoek {\displaystyle b} in een rechthoekige driehoek is dus de omgekeerde van de cosinus van deze hoek:
{\displaystyle \sec(b)={\frac {1}{\cos(b)}}}
De volgende vergelijking kan uit de eenheidscirkel en de stelling van Pythagoras worden afgeleid:
{\displaystyle \tan ^{2}(x)+1=\sec ^{2}(x)}
Zoals voor alle goniometrische functies is
{\displaystyle \sec(x)=\sec(x+2k\pi )}

### Machtreeks
De secans kan in de volgende machtreeks worden ontwikkeld voor {\displaystyle |x|<\pi /2}:
{\displaystyle \sec(x)=1+{\tfrac {1}{2}}x^{2}+{\tfrac {5}{24}}x^{4}+{\tfrac {61}{720}}x^{6}+\ldots =\sum _{n=0}^{\infty }{\frac {(-1)^{n}E_{2n}}{(2n)!}}x^{2n}}
Daarin is {\displaystyle E_{n}} een eulergetal.

## Cosecans
Van een scherpe hoek {\displaystyle \alpha } in een rechthoekige driehoek is de secans van het complement van die hoek:
{\displaystyle \csc(b)=\sec(90^{\circ }-b)}
Uitgedrukt in de zijden van de driehoek is:
{\displaystyle \csc(b)={\frac {\mbox{schuine zijde}}{\mbox{overstaande zijde}}}={\frac {\|OP\|}{\|CP\|}}=\|OK\|}
De cosecans van een scherpe hoek in een rechthoekige driehoek is dus het omgekeerde van de sinus van die hoek:
{\displaystyle \csc(b)={\frac {1}{\sin(b)}}}
De volgende vergelijking kan worden afgeleid:
{\displaystyle \cot ^{2}(x)+1=\csc ^{2}(x)}
De aanduiding {\displaystyle \cot } staat voor  cotangens.

### Machtreeks
De cosecans kan in de volgende machtreeks worden ontwikkeld voor {\displaystyle 0<|x|<\pi /2}:
{\displaystyle \csc(x)={\frac {1}{x}}+{\tfrac {1}{6}}x+{\tfrac {7}{360}}x^{3}+{\tfrac {31}{15120}}x^{5}+\ldots =\sum _{n=0}^{\infty }(-1)^{n+1}B_{2n}{\frac {2(2^{2n-1}-1)}{(2n)!}}x^{2n-1}}
Daarin is {\displaystyle B_{n}} het {\displaystyle n}-de bernoulligetal.

## Grafieken
|  |  |